# Xperia Z Ultra
Xperia Z Ultra（エクスペリア ゼット ウルトラ）は、ソニーモバイルコミュニケーションズによって開発された、第3世代移動通信システムと第4世代移動通信システム対応のファブレット端末である。
グローバルモデルはC6802とC6833である。
販売当時では、「世界で最も薄いフルHDスマートフォン」と謳われた。
日本では「片手におさまる 大画面 世界最薄、防水対応 約6.4インチフルHDタブレット」となっている。
2013年12月10日には、米国のGoogle Playストアより特別モデルとしてSony Z Ultra Google Play EditionがSIMフリーモデルとして発売された。

## 概要
Xperia Z Ultraはスタイラスペンに対応しており、ノートを取るようにペンでの操作に対応している。防水規格はIP55とIP58を認証しており、水深1.5メートルに30分間沈める環境での防水性能をクリアしている。
デザインはオムニバランスを採用している。側面には金属フレームと、前面背面に強化ガラスを使っており、スタイリッシュでプレミアムなデザインと謳われている。幅のサイズはパスポートと同じ長さになっており、上着の胸ポケットに入るように設計されている。
大型液晶を搭載していながら持ち運びもいとわないという点から、一部のガジェットファンに多大な人気を博した。当機種に続く移行先端末がなかなか現れないユーザーを指して「ズルトラ難民」という言葉も生まれた。

## 仕様
Xperia Z Ultraは6.44インチのディスプレイを搭載し、179×92×6.5ミリメートルと212グラムという設計になっている。防水防塵のIP55 / IP58をクリアしており、ある程度の防水やキズから保護する性能を有する。カメラは前面に200万画素、背面に800万画素あり、Exmor RS（背面）・Exmor R（前面）のイメージセンサーを搭載する。
内部ハードウェアには、Qualcomm Snapdragon 800を搭載。3050mAhのバッテリーと2GBのメインメモリ、32GBのフラッシュメモリ、128GBまで拡張可能なMicroSDXC対応のスロットを搭載している。通信モジュールは、Wi-Fi、Bluetooth 4.0、LTE、NFCがある。
オペレーティングシステムはAndroid 4.2.2 Jelly Beanを搭載し、2014年6月27日にはAndroid 4.4.4 KitKatにアップデートされた。
Android 5.0へのアップデートは、Google Play Editionとグローバルモデルに提供されている。2014年12月2日にはGoogle Play Edition版、2015年4月13日にはグローバルモデルがAndroid 5.0にアップデートされた。

## 日本向けローカライズモデル
日本向けにローカライズされたモデルには、Wi-Fi専用のSGP412と、モバイル通信に対応したau版のSOL24がある。。デザインはWi-FiモデルとSOL24両方とも、グローバルモデルと同じである。なお、日本国内以外でのWi-Fiモデルの発売は2014年時点で未定となっている。
日本のWi-Fiモデルの仕様についてはワンセグ及びフルセグ放送の受信機能が省略されている。
2014年1月22日よりソニーから発表され。1月24日に発売した。
テレビCMではプロダクトプレイスメントとして、映画『アメイジング・スパイダーマン2』の映像が流れている。

### アップデート
2014年5月21日のアップデート
- Twitter側のサーバーの仕様変更により、プリインストールされている「Xperia用Twitterアプリ」でサービスに接続できない不具合を修正する。
- ビルド番号が14.1.B.3.357となる[24]。

2014年7月2日のアップデート（OSバージョンアップ）
- ホーム画面選択にシンプルホームとアイコンサイズの拡大設定を追加。
- ライフログアプリの追加、「SmartBand SWR10」との連携に対応。
- ステータスアイコンのカスタマイズが可能。
- 通知パネルとクイック設定ツールの表示がタブによる切り換え方式に変更。
- 電源ボタン長押しでスクリーンショットの撮影が可能。
- ロック画面の下部分にカメラアイコンが配置される。キーの上方向にドラッグし丸枠の位置まで離すと、カメラを起動することが可能である。
- 動画のトリミングやスローモーション再生といった編集ができる「Movie Creator」機能の追加。
- リモート追跡・リモート消去機能「myXperia」を追加。
- アプリをフルスクリーンモードで利用できる「Immersiveモード」に対応。
- パソコン不要で印刷可能なワイヤレス印刷機能を追加。
- ビルド番号が14.1.B.3.357から14.3.A.1.293となる[26]。